# باشگاه ورزشی کاپویس
باشگاه ورزشی کاپویس یک باشگاه فوتبال حرفه ای مستقر در کاپ-هائیتین، هائیتی است.

## افتخارات
- لیگ برتر هائیتی: ۳ قهرمانی
- جام حذفی هائیتی: ۳ قهرمانی